# Cuartetos de cuerda n.º 7-9 (Beethoven)

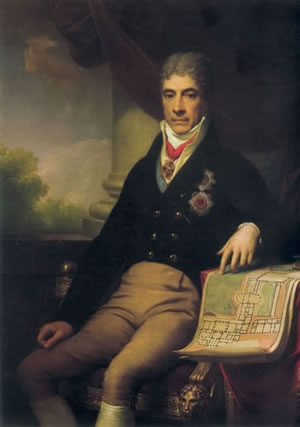
Pinturas de retratos de hombres sentados con la mano derecha descansando sobre el regazo

Los tres cuartetos de cuerda Razumovsky (o "Rasumovsky") , Op. 59 fueron compuestos por Ludwig van Beethoven en 1805-1806 por encargo del conde Andréi Razumovski, el embajador de Rusia en Viena:
- Cuarteto de cuerdas n.º 7 en fa mayor, op. 59, n.º 1
- Cuarteto de cuerdas n.º 8 en mi menor, op. 59, n.º 2
- Cuarteto de cuerdas n.º 9 en do mayor, op. 59, n.º 3

Estas son las tres primeras obras de aquellos que son generalmente conocidos como los cuartetos del período medio de la vida de composición de Beethoven. Completan la serie de "los cuartetos centrales" el op. 74 y el op. 95.

## Escritura
Beethoven utiliza un distintivo tema ruso en los dos primeros cuartetos en honor al príncipe, que los había encargado. En el Op. 59 n.º 1, el tema ruso es la razón principal del último movimiento. En el Op. 59 n.º 2 el tema ruso se encuentra en la sección "B" del tercer movimiento, el scherzo (y es muy similar a un tema utilizado por Músorgski en su Borís Godunov).
A diferencia de los anteriores n.º 1 y n.º 2, en el cuarteto Op. 59 n.º 3 no hay, en la partitura, una referencia explícita a un tema ruso, pero muchos críticos ven en el tema del segundo movimiento, Andantino, los rasgos típicos de la música rusa.
Los tres cuartetos fueron publicados al mismo tiempo, en una sola serie, en 1808, en Viena.